# یاگور
یاگور (به لاتین: Yagur) یک منطقهٔ مسکونی در اسرائیل است که در استان حیفا واقع شده‌است.

## نگارخانه

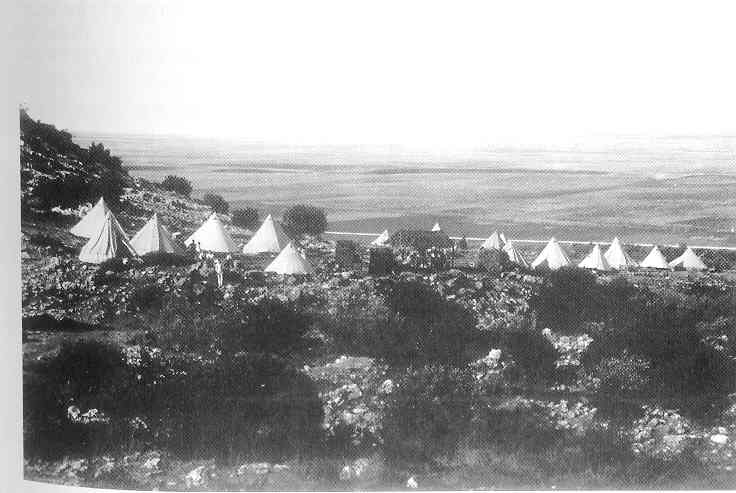
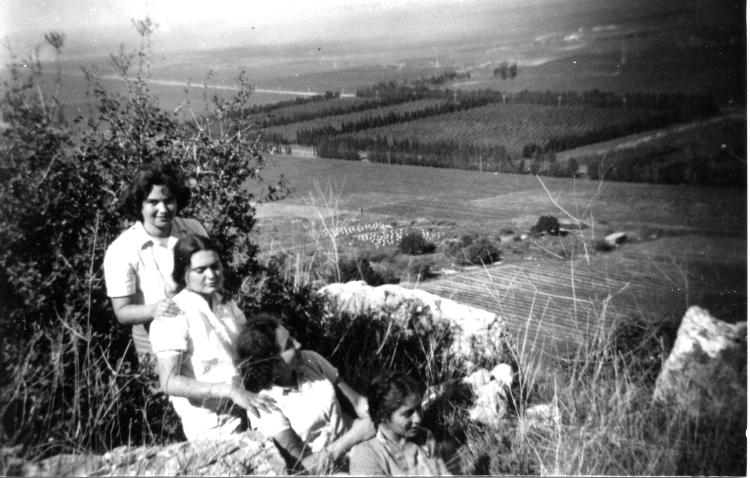
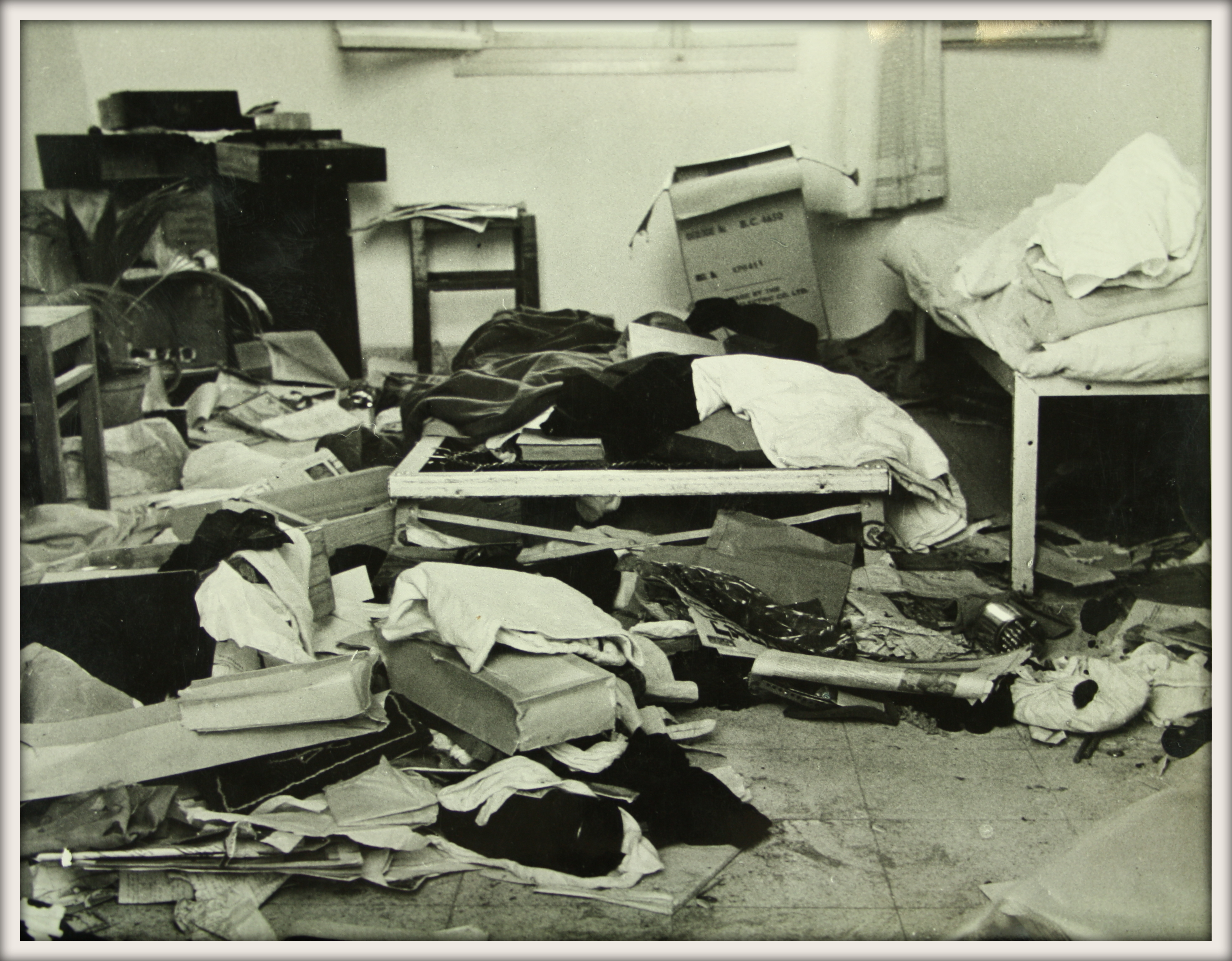
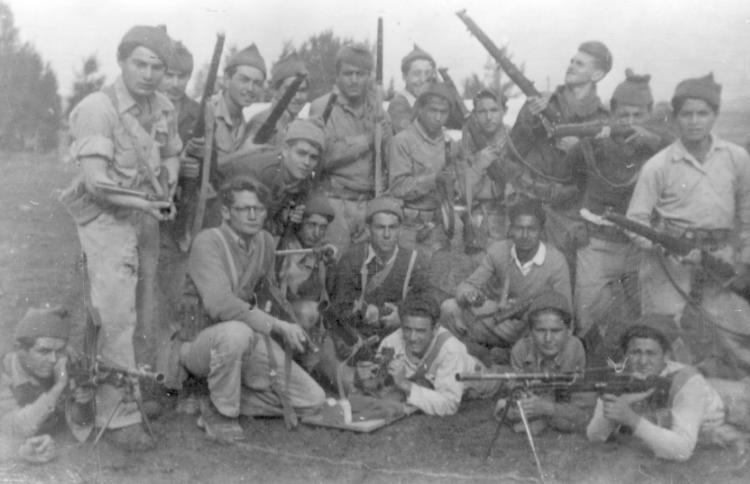